# Manasés de Judá
Manasés (en hebreo: מְנַשֶּׁה‎, romanizado: Menasheh, lit. 'haciendo olvidar' o 'el que hace olvidar') fue un rey de Judá que gobernó entre (697 a. C. y 642 a. C.), siendo corregente entre 697 y 687 a. C., y soberano entre 687 y 642 a. C.
Fue hijo y sucesor de Ezequías. Se declaró vasallo de Asurbanipal, emperador de Asiria, proporcionándole tropas contra Egipto. Manasés siguió una política religiosa opuesta a la ortodoxa de su padre, pues toleró los cultos asirios, incluso en el Templo de Jerusalén, así como elementos sincréticos en el culto a Yahvé, incluyendo la evocación a los muertos y los sacrificios de niños, lo que suscitó las protestas de los profetas, que le anunciaron el castigo Divino.
Según los apócrifos Vida de los Profetas (1:1) y Ascensión de Isaías (5:11-14), bajo su reinado murió el profeta Isaías, aserrado durante la persecución provocada por este rey, a lo cual parece referirse Hebreos 11:37.
Manasés fue aprisionado y torturado por los asirios. Posteriormente lo confinaron por años en un calabozo, donde buscó la redención de Yahvé, quien por sus ruegos y súplicas, lo perdonó, pudiendo así recuperar Manasés el trono de Judá, y volviendo al culto ortodoxo.
Para los cristianos modernos, Manasés es un ícono del perdón Divino, de donde surge la tradicional plegaria Oración de Manasés, ya que tras ser uno de los reyes más sanguinarios y paganos de los judíos, se le perdonó e incluso fue enterrado en la ciudad de David, panteón solo reservado para los reyes fieles, con lo que se deduce que Dios lo perdonó completamente.
Aparte de la Biblia, Manasés es referido en las inscripciones de los reyes asirios Asarhaddón y Asurbanipal, en las cuales se menciona que el dicho rey Manasés les pagó tributo.